# Flughafen Paraná

i7
i11
i13
Der Flughafen Paraná (offiziell: Aeropuerto General Justo José de Urquiza) ist ein argentinischer Flughafen nahe der Stadt Paraná in der Provinz Entre Ríos. Betrieben wird der Flughafen von Aeropuertos Argentinas 2000, benannt ist er nach dem argentinischen Präsidenten Justo José de Urquiza.
Neben der Nutzung als ziviler Verkehrsflughafen wird er als Militärflugplatz genutzt. Der argentinischen Luftwaffe dient die Base Aérea Militar Paraná als Stützpunkt der II. Luftbrigade.

## Militärische Nutzung
Die Militärbasis dient seit März 1949 als Heimat II Brigada (später in II Brigada Aérea umbenannt) der FAA. Ihr unterstehen drei bis vier fliegende Staffeln, Escuadrónes. Sie sind mit leichten Transport- und Verbindungsflugzeugen ausgerüstet.
Neben der FAA nutzen auch die argentinischen Heeresflieger den militärischen Bereich. Sie haben hier eine Helikopterstaffel stationiert, die Sección de Aviación de Ejército No 2, die der Panzerbrigade II, Brigada Blindada II, unterstellt ist.

## Zivile Nutzung

### Fluggesellschaften und Flugziele
| Fluggesellschaften    | Ziele                      |
| --------------------- | -------------------------- |
| Aerolineas Argentinas | Buenos Aires-Jorge Newbery |
| Quellen:              |                            |